# Theaterkerk Bemmel

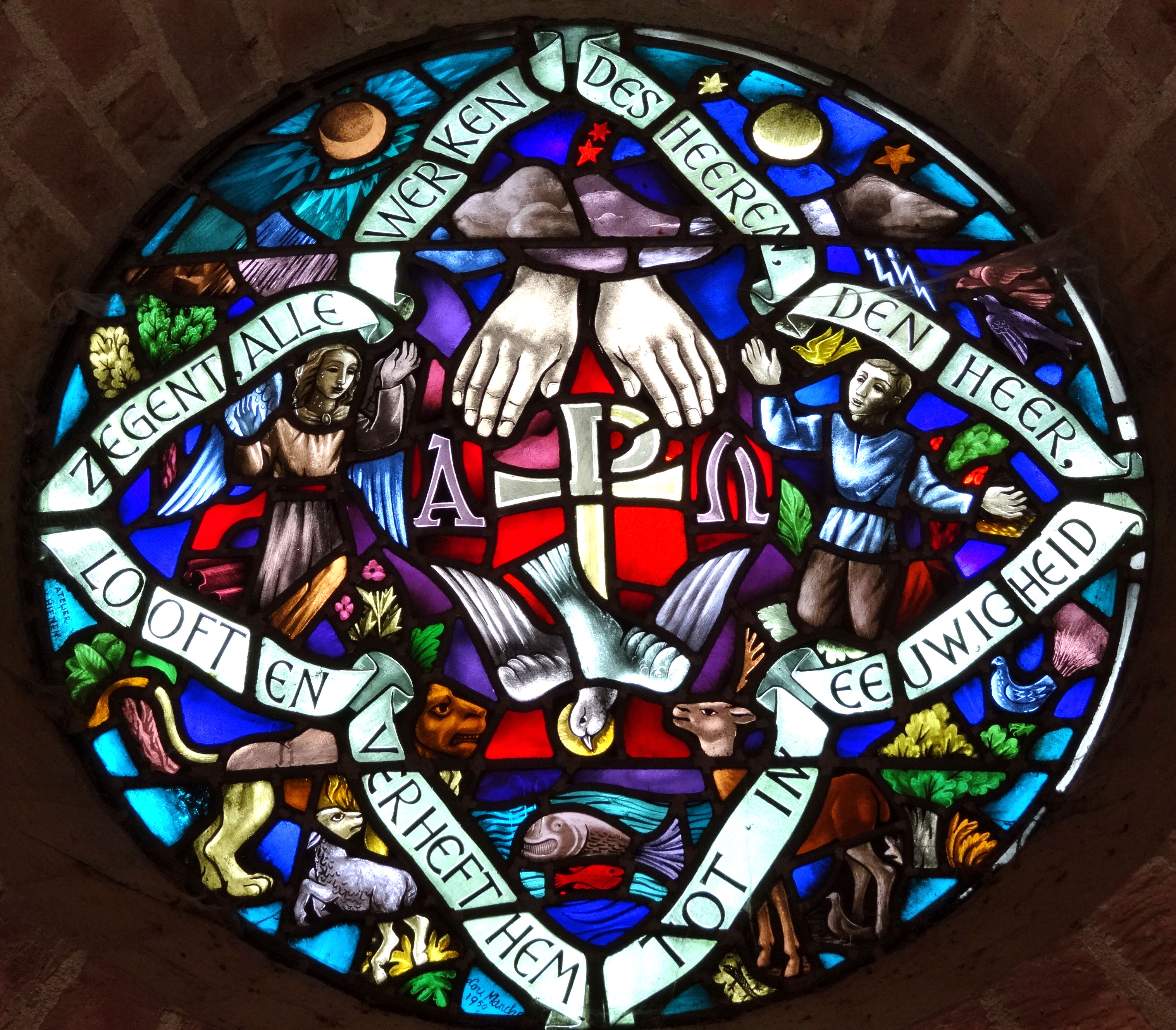
Glas-in-loodraam (1950) van Lou Manche

Theaterkerk Bemmel is een theaterkerk in de Gelderse plaats Bemmel. Het theater werd in 2016 gevestigd in de voormalige rooms-katholieke Heilige Donatuskerk.

## Geschiedenis
De katholieken in Bemmel kerkten in de Sint-Benignuskerk; van oorsprong een Romaanse kerk die rond 1200 werd gebouwd. Met de reformatie en de opkomst van protestantisme in Nederland werd het verboden katholieke diensten te houden, de kerk kwam toen in handen van de protestanten. De Bemmelse katholieken bezochten de kerken in Huissen en Hulhuizen, in die tijd Duitse enclaves waar godsdienstvrijheid gold. Na de Bataafse omwenteling in 1795 kregen de katholieken toestemming weer in de Nederlanden hun diensten te houden. De Bemmelse katholieken kregen hun oude kerk niet terug. Ze richtten een schuur in als noodkerk en bouwden in 1803 een nieuwe kerk aan de Dorpsstraat. Het gebouw werd in 1842 uitgebreid en voorzien van een dakruiter. De statie Bemmel werd in 1855 tot parochie verheven en toegewijd aan de heilige Donatus.
In 1864 kocht het katholiek kerkbestuur het landgoed De Poll langs de Loolaan, tegenover het Huis te Bemmel. Van het kasteel De Pollenbeering dat hier heeft gestaan was toen al niet veel meer over. In 1865 werd op het landgoedterrein een begraafplaats aangelegd. Naast de begraafplaats werd een nieuwe, neogotische kerk gebouwd, naar een ontwerp van de architect H.J. Wennekers. Wennekers heeft zich voor zijn ontwerp laten inspireren door de Broederenkerk in Zutphen. Het bij het landgoed behorend koetshuis werd omgebouwd tot pastorie. De kerk werd gewijd aan de heilige Donatus en op 7 augustus 1873, de feestdag van Donatus, in gebruik genomen.
In 1911 ontwierp Otto Mengelberg tegeltableaus van de zeven sacramenten voor het priesterkoor, de tegels werden uitgevoerd door plateelbakkerij Rozenburg. In 1925–1926 kreeg de kerk een toren, die werd aangebouwd naar een ontwerp van H.C.M. van Beers. Naast de kerk lag een park (nu de Markt) met een Heilig Hartbeeld, waar van 1924 tot midden jaren 60 sacramentsprocessies plaatsvonden.

### Herbouw
De kerk raakte in de nadagen van de Tweede Wereldoorlog zwaar beschadigd door Duitse beschietingen. Onder leiding van architect Johannes Sluijmer werd de kerk tussen 1946 en 1950 weer opgebouwd. De parochie kerkte in de bouwtijd in een zaal van het voormalig sanatorium Wilhelminapaviljoen. De kerk kreeg een ander uiterlijk en de toren werd zo'n twintig meter lager. Op 13 juli 1950 werd de gerestaureerde kerk door mgr. Hanssen geconsacreerd, een paar dagen later droeg kardinaal Johannes de Jong de mis op. In het entreeportaal onder in de toren werd een glas-in-loodraam van Lou Manche geplaatst. Twee jaar later maakte hij ook drie ramen voor het koor, met als onderwerpen de geboorte van Christus, het laatste avondmaal en de verrijzenis. Aan de voorzijde van de toren hangt boven de entree een gevelbeeld van Donatus. Het hoogaltaar, het tabernakel, het kruis en een aantal kandelaars werden geleverd door Edelsmidse Brom. Verder bevatte de kerk beelden van Wim van Hoorn (Maria met kind) en Albert Meertens (Heilig Hart van Jezus en de Heilige Vitus) en een Jozef-triptiek uit 1958 van Paul Grégoire.

### Onttrekking
In 2008 werd de Heilige Donatus Parochie in Bemmel samengevoegd met zeven parochies in de gemeente Lingewaard tot de Parochie De Levensbron. Het bestuur van De Levensbron constateerde dat het door onder andere ontkerkelijking, vergrijzing en afname van het aantal vrijwilligers ondoenlijk was om voor elk van de geloofsgemeenschappen een kerk in stand te houden. Hoewel de Bemmelse geloofsgemeenschap zo'n 5000 personen omvatte, werden de tweewekelijkse kerkdiensten door 80 tot 100 man bezocht. In 2013 werd op initiatief van Bemmelse burgers de Stichting Kerk Bemmel opgericht die zich inzette voor het behoud van het gebouw. Men wilde de kerk als theater- en concertgebouw laten bestaan. De kerk werd met ingang van 16 november 2015 door aartsbisschop Wim Eijk onttrokken aan de eredienst. De stichting kocht het gebouw voor 1 euro.

### Huidige functie
In 2015–2016 werd de kerk herbestemd tot een theaterkerk en multifunctioneel gebouw met een foyer, een bar en enkele kleinere ruimtes. Het geld voor de verbouwing, waarbij ook de akoestiek moest worden aangepast, werd onder meer via crowdfunding bij elkaar gebracht. Het gebouw kreeg de naam 'Theaterkerk Bemmel' en werd in oktober 2016 geopend. In 2017 ontving Theaterkerk Bemmel ook nog een geldbedrag van tienduizend euro geschonken door het Cultuurfonds voor de instandhouding en onderhoud van het gebouw.

## Fotogalerij

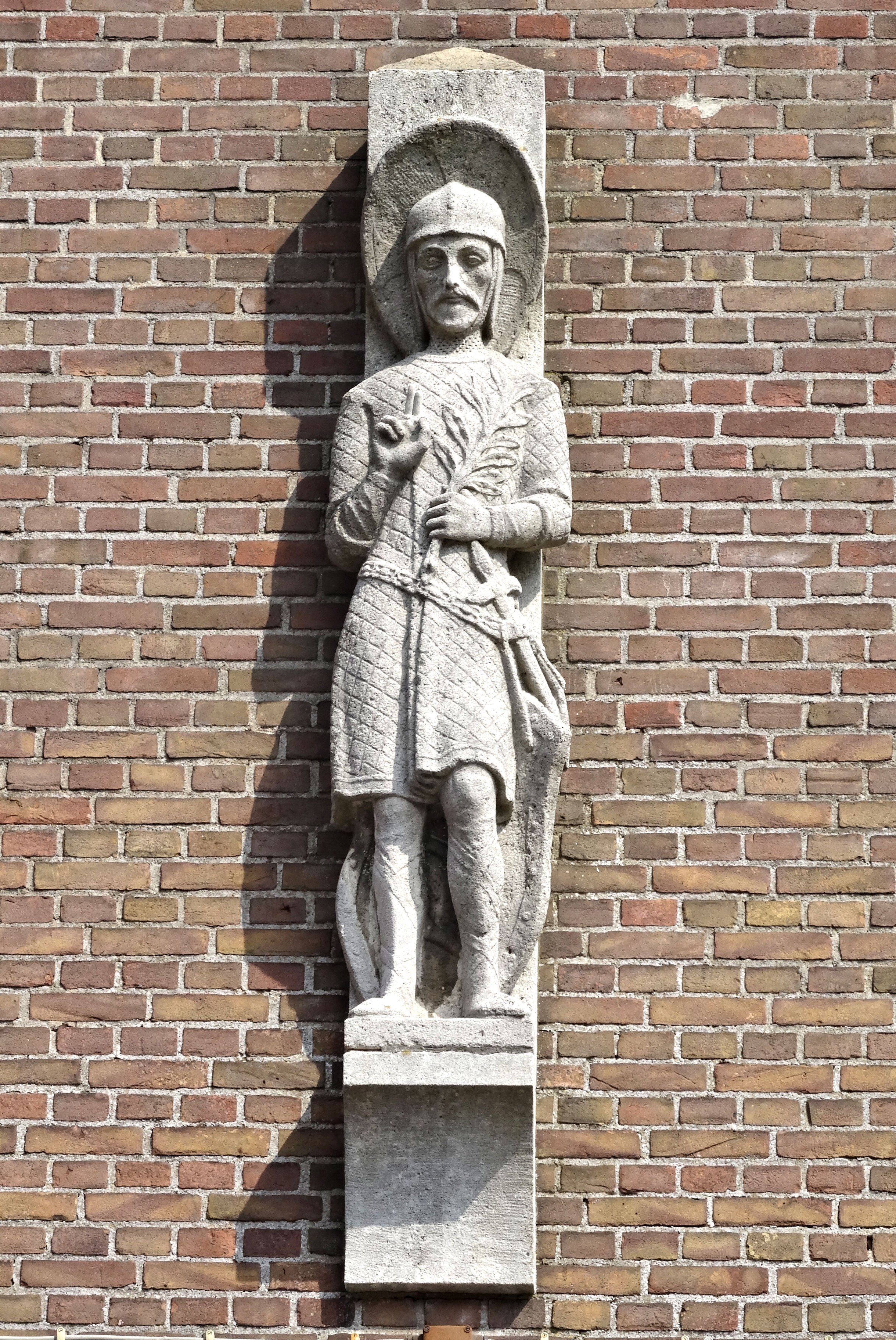
Gevelbeeld
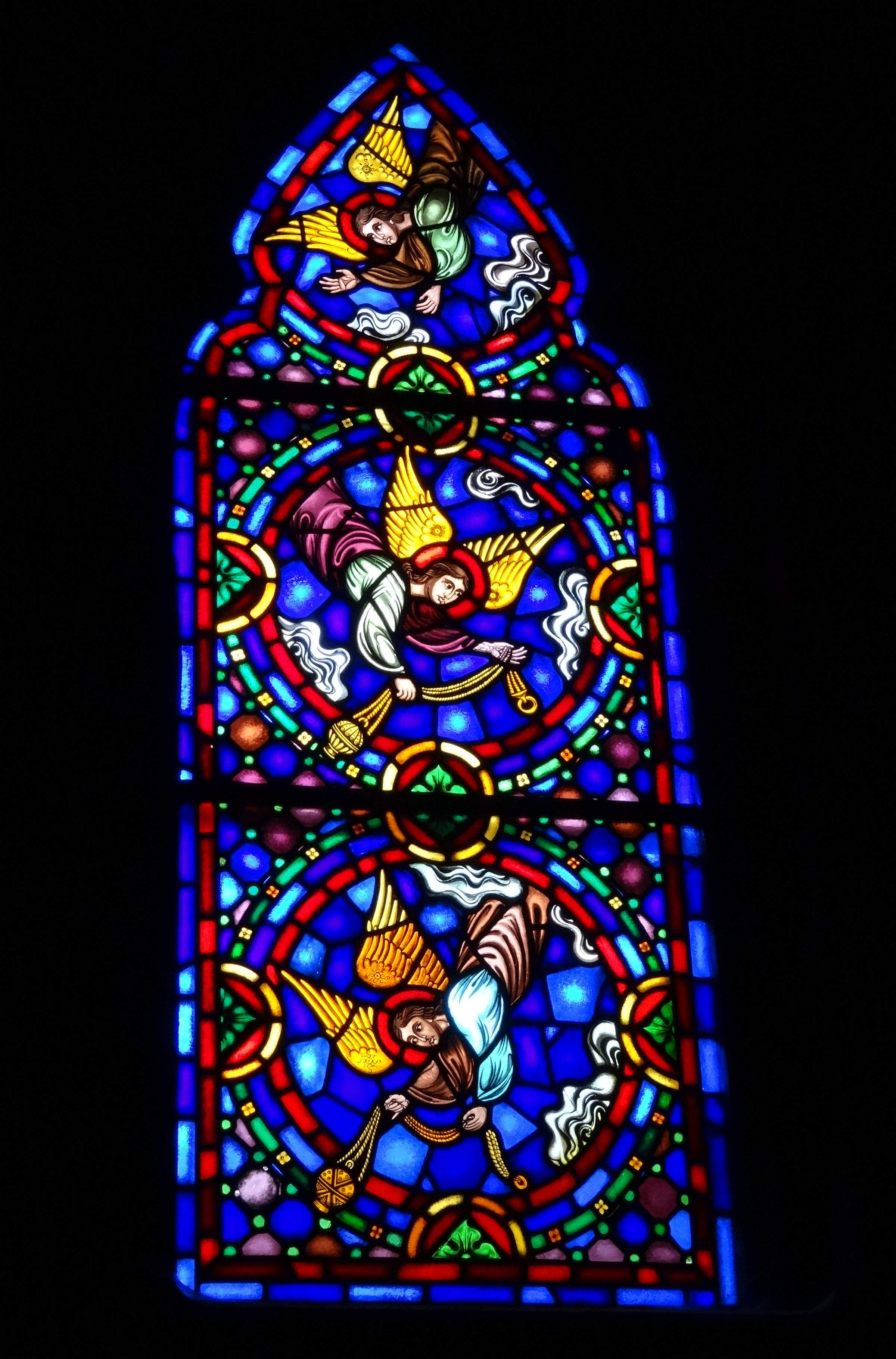
Glas-in-loodraam (spitsboogvormig)
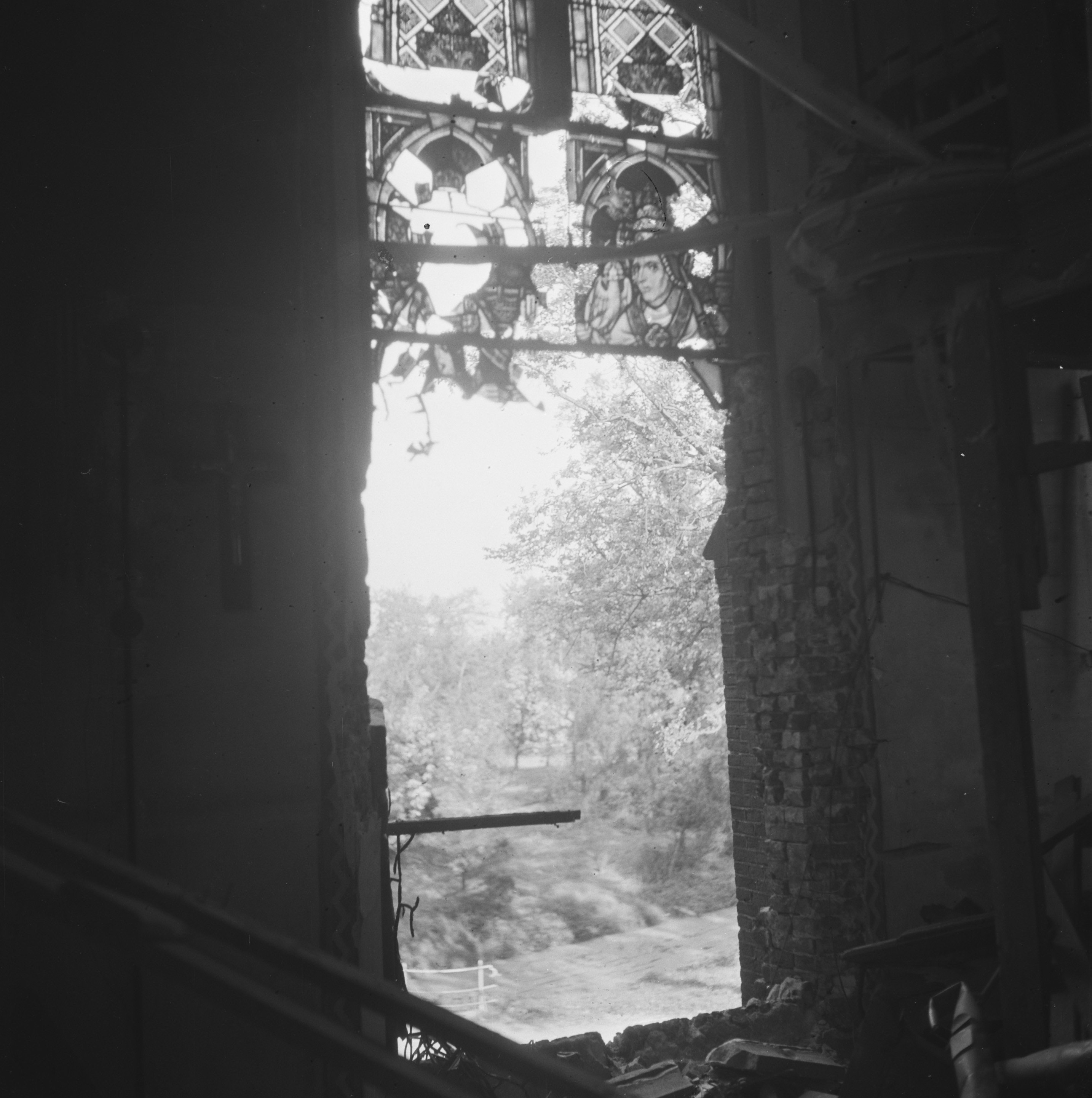
Verwoeste gebrandschilderde ramen (1945)
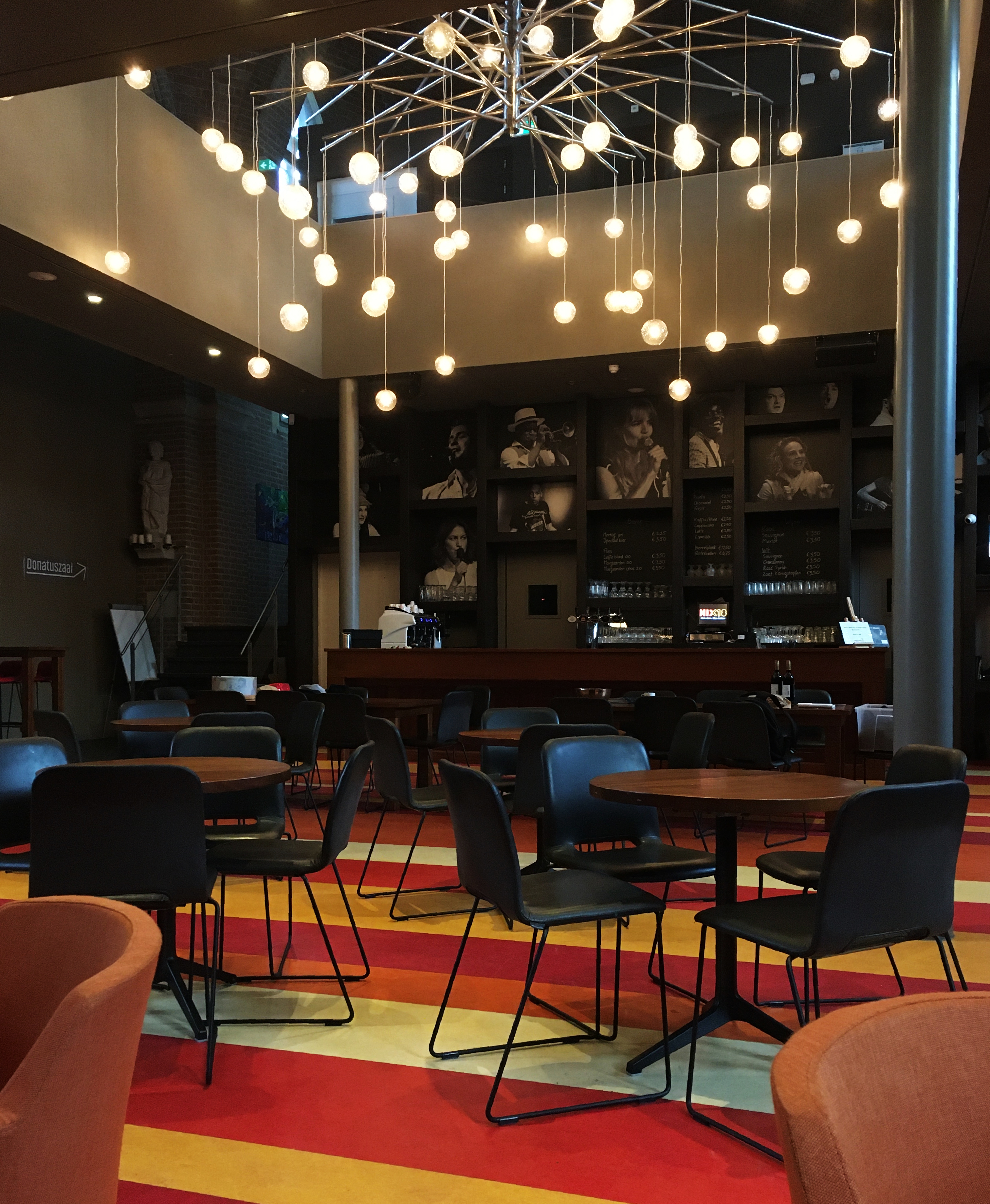
Foyer met bar
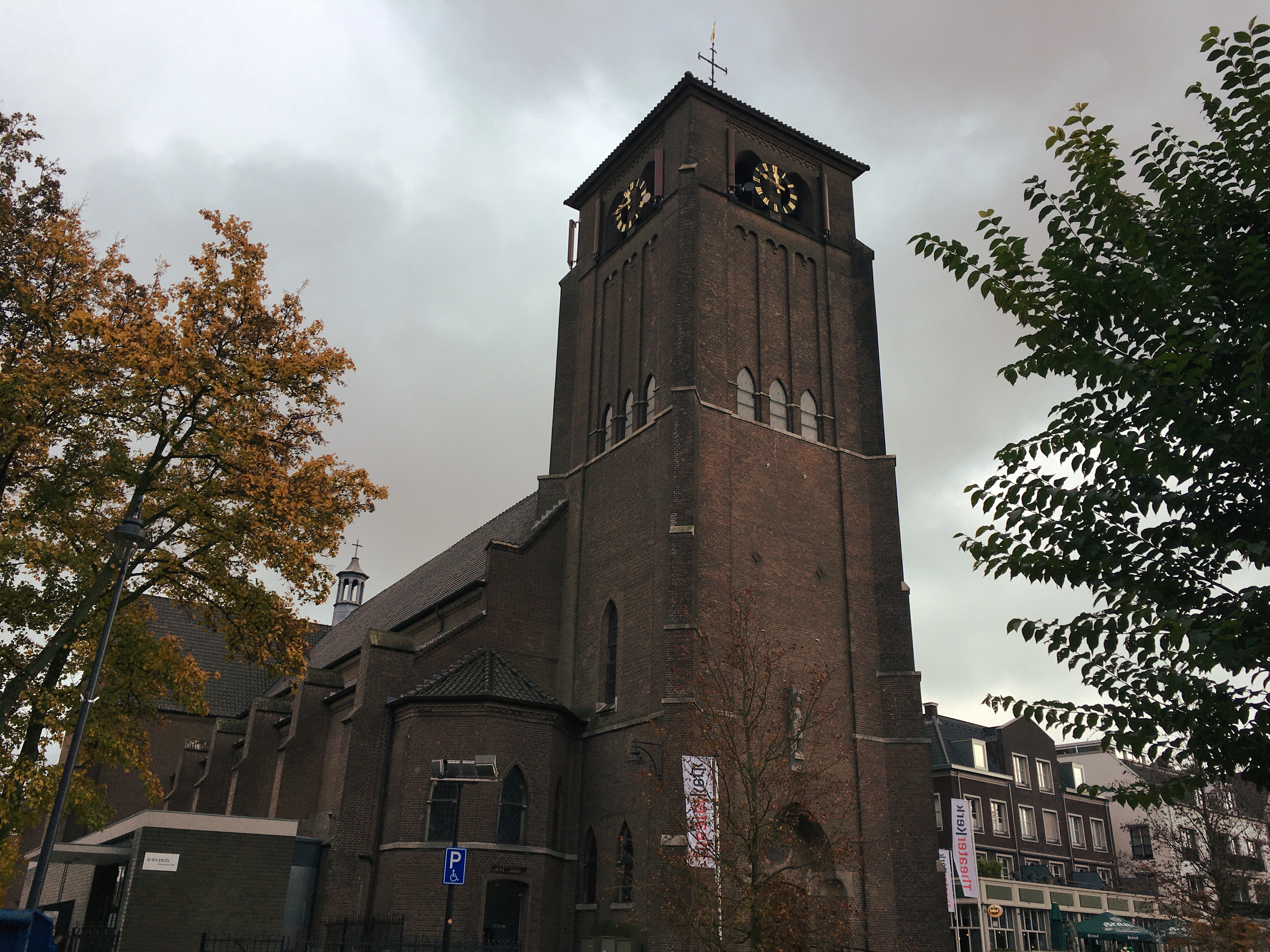
Zijaanzicht
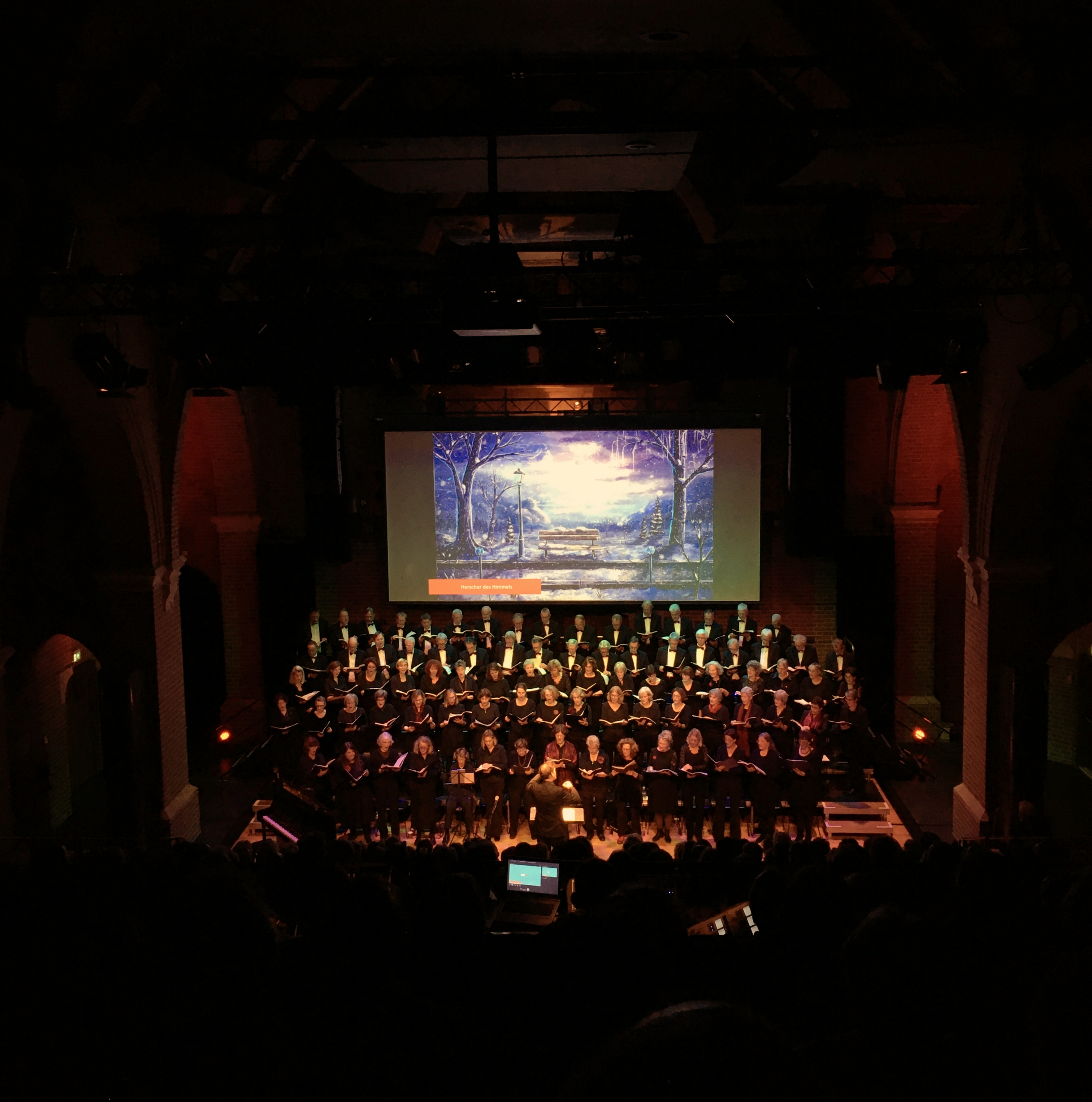
Concert van het Bachkoor Nijmegen in 2019